# Morgenthauov plan
Morgenthauov plan iz kolovoza 1944. bio je nacrt koji je pokrenuo tadašnji američki ministar financija Henry Morgenthau s namjerom pretvorbe Njemačke u poljoprivrednu državu nakon predvidljive pobjede Saveznika u Drugom svjetskom ratu. Provedbom tog plana Njemačka bi dugoročno bila onemogućena ponovnom vođenju agresivnog rata. 
Američki predsjednik Franklin D. Roosevelt odbacio je taj nacrt te je kasnijim uvođenjem Marshallovog plana počeo slijediti cilj vraćanja „stabilne i produktivne Njemačke“.